# Rue de l'Union (Bobigny)
Pour les articles homonymes, voir Rue de l'Union.
La rue de l'Union est une voie de communication de Bobigny,.

## Situation et accès
Orientée nord-sud, cette voie de communication traverse la rue du 19-Mars-1962.
Elle est desservie par la ligne 1 du tramway d'Île-de-France.

## Origine du nom
Cette rue est nommée en hommage à l'Union communiste, groupe politique communiste français issu d'un rassemblement de groupes situés à la gauche du Parti communiste français et d'une scission de la Ligue communiste.

## Historique

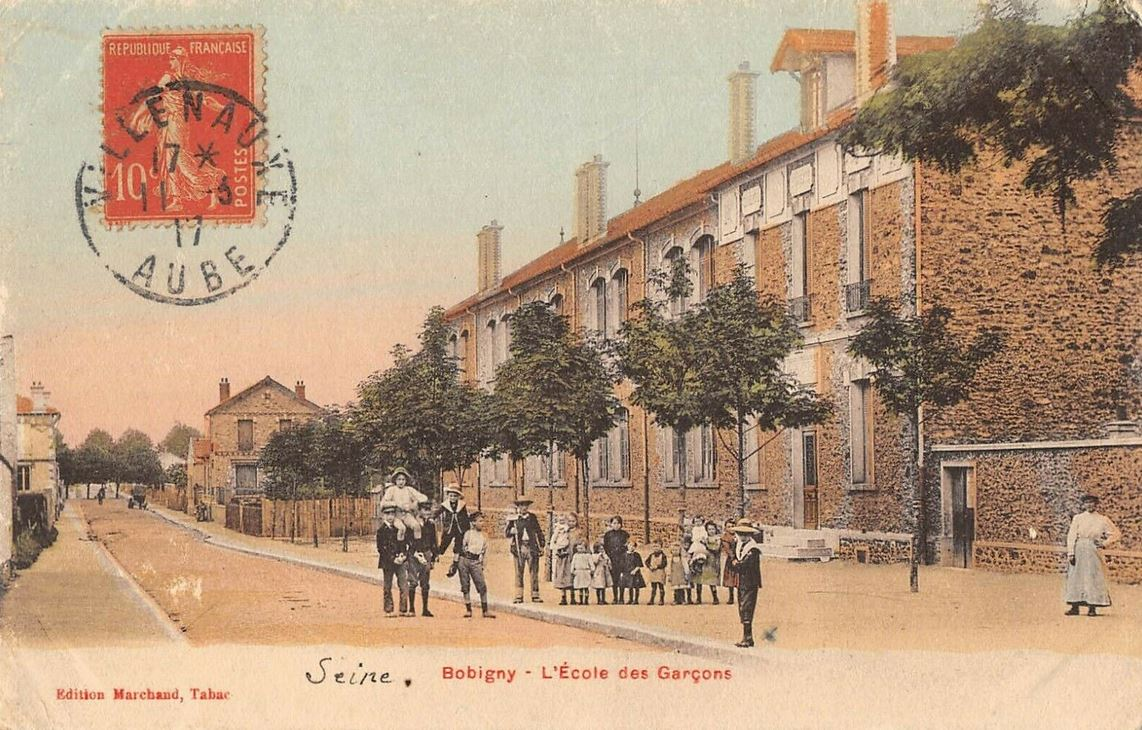
L'école de garçons, vers 1900.

Cette rue fut percée à travers le parc du Château de Bobigny, afin de mener au lotissement de l’Union. Le parc du château se trouvait entre cette rue et sa parallèle, la rue du Lieutenant-Lebrun, autrefois appelée rue du Parc.
La rue se termine, au sud, à ce qui était autrefois la place Carnot, aujourd'hui devenue la place Gabriel-Péri.

## Bâtiments remarquables et lieux de mémoire
- MC93 Bobigny: La Maison de la Culture de Seine-Saint-Denis;
- Bibliothèque Elsa-Triolet[6].
- Une école communale, construite en 1893[7].
- Emplacement de l'ancien château de Bobigny.